# Musique ancienne

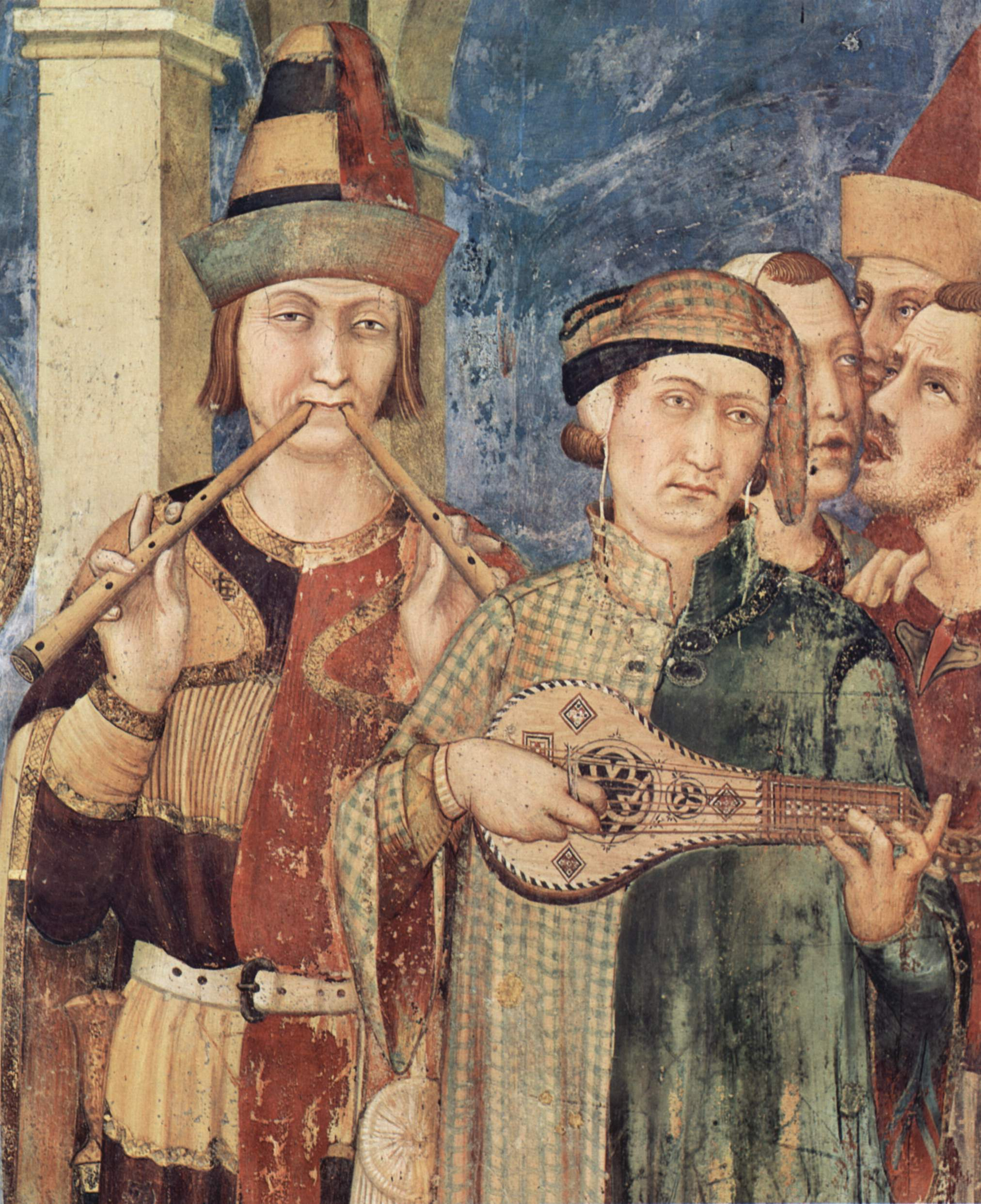

Généralement, on entend par musique ancienne la musique composée avant le XVIIIe siècle. Il s'agit aussi d'un mouvement général de conception de la musique et de son interprétation.
Concernant l'appellation de « musique ancienne » des questions restent posées quant aux limites de la période correspondante, aux caractéristiques des œuvres musicales qu'elle englobe et aux interprétations ou réinterprétations qui en sont faites.

## Définition
Il est courant d'associer le terme de « musique ancienne » aux périodes musicales suivantes :
- la musique médiévale ;
- la musique de la Renaissance ;
- la musique baroque du XVIIe siècle ;

Une autre définition met en avant la discontinuité, ou interruption dans la transmission, de la tradition musicale plutôt qu'une date, même approximative, qui ne peut être que symbolique. Ainsi Philippe Beaussant remarque que la musique de Beethoven est pratiquée, écoutée et appréciée de façon continue depuis son origine ; de ce fait, les pratiques d'interprétation et la façon de la recevoir sont transmises sans interruption de maître à disciple pendant les siècles suivants ; au contraire, celles de compositeurs tels que Lully ou même Bach subissent une éclipse de longue durée au cours de laquelle cette transmission vivante est interrompue. Le corollaire est que l'interprétation moderne de cette musique ne peut être restituée que par une recherche et rien n'assure qu'elle soit rigoureusement fidèle à l'original perdu. Cette définition n'est cependant pas applicable à l'ensemble de la musique ancienne pour deux raisons :
- il existe des musiques anciennes jouées sans interruption depuis leur création, tel le chant grégorien, toujours en vigueur dans de nombreux monastères et dans les liturgies. On peut citer également certaines musiques qualifiées de « folkloriques » au XIXe siècle et dans lesquelles se cristallisent des rythmes et des thèmes musicaux tombés en désuétude dans les cours princières quelques siècles auparavant.
- la notion d'« interprétation fidèle » n'est pas un critère universel, et la mettre en avant revient à préjuger que les compositeurs des temps anciens ont, quand ils écrivent, une idée précise de l'interprétation qu'il faut faire de leurs œuvres. Or, il n'est pas sûr qu'ils attachent à cette notion l'importance qu'elle a aujourd'hui ; pour preuve l'absence du nom des instruments sur les partitions ou l'inégale précision dans la notation musicale.

## Caractéristiques musicales
Bien que, sur une période aussi longue, parler de certaines caractéristiques de « la » musique ancienne apparaît arbitraire et réducteur, on peut néanmoins faire les constats suivants :
- il s'agit d'une musique essentiellement occidentale, même si elle est nourrie aussi d'apports orientaux au moins depuis l'établissement d'Al-Andalus et, plus tard, les croisades ;
- elle est plus précisément localisée dans la région composant l'ancien Empire romain d'Occident ;
- on y voit apparaître les prémices de la notation musicale moderne, avec notamment la création des premières partitions et l'apparition du solfège ;
- elle évolue d'une musique monodique vers la polyphonie ;
- au cours du temps, elle donne une importance de plus en plus grande à la musique instrumentale.

## Interprétation contemporaine
Comme il est dit plus haut, l'interprétation d'une grande partie de cette musique connaît une interruption pendant un temps variable (d'une dizaine d'années à plusieurs siècles), forçant ultérieurement le musicien à se poser la question de la forme de l'interprétation de l'œuvre au moment de sa création. Les premières réinterprétations de Jean-Sébastien Bach par Felix Mendelssohn ou Robert Schumann sont faites avec des arrangements dans le style du XIXe siècle. Puis vient l'idée de jouer en utilisant les « instruments d'origine », avec toute la difficulté de trouver ce type d'instruments ou de les recréer, et son aspect limité puisque ce concept est inapplicable à la musique vocale. Ensuite se développe le concept d' « interprétation fidèle », lui aussi difficilement applicable parce qu'il requiert de connaître l'interprétation originale (souvent perdue) et qu'il préjuge que le compositeur avait une volonté d'interprétation précise. La recherche d'une fidélité bien souvent illusoire fait alors place à la volonté d'approcher le contexte de l'époque en combinant les connaissances historiques et musicologiques les plus récentes. Les musicologues anglo-saxons parlent d'« historically informed performance » (HIP), qu'on peut traduire par « interprétation basée sur des sources historiques ». Plus modeste dans ses ambitions mais faisant toute sa place aux connaissances historiques les plus récentes, ce concept, en refusant les stéréotypes contemporains concernant la précision musicale et la fixité des interprétations, laisse une large part de liberté aux musiciens intéressés par la musique ancienne.

## Histoire de la musique ancienne
- Felix Mendelssohn (1809-1847) organise très tôt des concerts de redécouverte de la musique de Jean-Sébastien Bach, qui n'est plus jouée à cette époque.
- En 1894, fondation de la Schola Cantorum de Paris.
- En 1901, création de la Société de concerts des Instruments anciens sous la présidence du compositeur Camille Saint-Saëns.